# Hellenistische filosofie
De hellenistische filosofie is dat deel van de antieke filosofie dat samenvalt met de periode van het hellenisme.

## Tijdsbepaling
Deze periode in de filosofie begint ruwweg met de dood van Alexander de Grote (323 vC). Het einde van deze periode is minder duidelijk afgebakend; soms laat men deze periode duren tot 200 na, soms tot 100 voor Chr., die dan gevolgd wordt door een aparte Romeinse periode. Tijdens de periode van het hellenisme waren ook de scholen gesticht door Plato en Aristoteles, de Academie en het Lykeion, actief. Het neoplatonisme valt buiten de periode van het hellenisme.

## Algemeen
Voor details omtrent de betreffende filosofieën, zie de Wikipedia- en andere artikelen waarnaar verwezen wordt. Onderstaand komen slechts enkele algemene punten aan bod, die betrekking hebben op meer dan een van deze scholen/stromingen.
- Een onderscheid dat gemaakt wordt binnen de hellenistische scholen is dat tussen dogmatici (epicureërs en stoïcijnen, zij die beweerden dat de zintuigen te vertrouwen zijn, en de mens dus aanspraak kan maken op betrouwbare kennis) en de rest, zij die vonden dat we ons oordeel moeten opschorten, omdat we niets zeker kunnen weten. Deze indeling valt samen met het al dan niet geïnstitutionaliseerd zijn als school: Stoa en Epicureërs wel, de rest niet.
- Men kan een relatie leggen tussen de filosofie en de politieke gebeurtenissen van deze periode: met de veroveringen van Alexander de Grote verdwijnt de traditionele Griekse stadstaat (polis). In de filosofie, met name de Stoa, wordt de mens ook meer als wereldburger gezien (daar waar voor Aristoteles de mens nog een wezen was dat thuishoort in een polis). Verder treden in deze periode ook filosofen op de voorgrond die niet van oorsprong Grieks zijn.
- De praktische filosofie krijgt de nadruk, de vraag naar het eigen zielenheil, in deze tijd dat de stadstaat zijn plaats in het leven van de Griek verloren had. Men is Cynicus, Stoïcijn of aanhanger van Epicurus; men is lid van een 'school' en geen zelfstandig opererend filosoof meer. Filosofie wordt een 'way of life' voor velen, waarbij de praktijk van het leven als belangrijker wordt ervaren dan de theoretische filosofie.
- Het Lyceum van Aristoteles/Theophrastus, en de Academie van Plato, kan men met een anachronisme als onderzoeksinstituten beschouwen. In de hellenistische tijd ging het er evenwel meer om, de leer waarvan men aanhanger was, te ondersteunen en te verdedigen. Het meest extreem is dit het geval bij de Epicureërs, die hun leermeester Epicurus eeuwenlang vereerden. Maar ook voor de Stoa gold dit, al heeft daar wel de nodige ontwikkeling plaatsgevonden voor wat betreft de doctrine. Deze werd nl. vaak gepresenteerd als verdediging van de orthodoxie.
- Epictetus, de Stoïcijn die het verschil benadrukt tussen zaken in onze macht en zaken buiten onze macht, was zelf slaaf geweest. Geen woord evenwel in zijn werk richt zich tegen de slavernij. Dat valt filosofisch hieruit te verklaren, dat als het hoogste doel is te accepteren wat er gebeurt, men zijn energie niet zal richten op het veranderen van de externe situatie. Men zal niet proberen het leven (van anderen, lateren) draaglijker te maken (zoals wij zouden zeggen). Dat 'hoeft' namelijk niet, omdat, wanneer het uitsluitend om de innerlijke houding gaat, het er niet toe doet of men keizer is of slaaf, arm of rijk. Daarnaast geldt ook dat men in de oudheid ons vooruitgangsgeloof niet kende.
- Epicurus' devies: Leef in het verborgene doet de vraag opkomen: als iedereen dat doet, wie zorgt dan voor het bestuur van het land? Het antwoord hierop zou kunnen zijn, dat er toch altijd voldoende ambitieuzen zullen blijven die hun geluk weg willen gooien en in de politiek gaan. Een ander antwoord zou kunnen zijn, dat iedereen in een tuin als die van Epicurus zou moeten leven, kleinschalig, waarmee grote landen (en dus politiek, legers, handel) niet meer nodig zijn.
- Een ander aspect dat vooral naar voren komt bij de cynici is het verwerpen van gedrag dat traditioneel als 'goed' en fatsoenlijk bekendstond. De cynici waren hierin het meest confronterend, maar ook de Epicureërs gaven aanstoot met hun zich terugtrekken in hun tuin.

## Scholen
1. Stoïcisme
2. Epicurisme - Epicurus, Lucretius
3. Scepticisme - Pyrrho, Aenesidemus, Sextus Empiricus
4. De socratische scholen:
  - Megarici - Euclides van Megara
  - Cynici - Antisthenes, Diogenes van Sinope
  - Cyrenaici